# Felix Ayo
Felix Ayo (ur. 1 lipca 1933 w Sestao, Hiszpania, zm. 24 września 2023 w Mentanie) - skrzypek, wykonawca muzyki kameralnej.
Ukończył studia muzyczne z wyróżnieniem w wieku 14 lat i kształcił się dalej w Paryżu, Sienie i Rzymie. Był jednym z założycieli słynnego zespołu kameralnego I Musici, w którym przez 16 lat grał na I skrzypcach. W 1970 założył Quartetto Beethoven di Roma, uznany za jeden z najlepszych istniejących kwartetów smyczkowo-fortepianowych.
Występował w wielu sławnych miejscach świata, np. Carnegie Hall, Filharmonia Berlińska, La Scala, Sydney Opera House, Concertgebouw, Accademia di Santa Cecilia.
Jego nagrania mają stałe miejsce w światowej spuściźnie płytowej, zdobyły wiele nagród, np. "Grand Prix du Disque" za nowe "historyczne" nagranie Czterech pór roku Vivaldiego. Jego interpretacja sonat i suit skrzypcowych Bacha jest uznane przez międzynarodowych krytyków za jedno z najpiękniejszych kiedykolwiek zrealizowanych.
Grał zwykle na skrzypcach z 1744 roku, o nazwie "G.B. Guadagnini".